# Ateleia glabrata
Ateleia glabrata es una especie fanerógama de la familia Fabaceae. El epíteto específico alude a las partes vegetativas, principalmente las hojas, casi completamente glabras en todas sus partes.

## Descripción
Árboles de 3 a 10 m de alto; corteza ligeramente rugosa de apariencia lisa, hojas de 13 a 16 cm, pecíolo de 2 a 3 cm, cilíndricos o glabros, folíolos de 13 a 17, los folíolos basales de 1.7 a 3.6 por 0.9 a 1.8 cm, ovados. Cáliz (en los frutos) de 1.5 a 2.5 mm, campanulado, diminutamente estriguloso. Frutos de 2.6 a 2.9 por 1.1 a 1.4 cm, glabros, pajizo-dorados cuando viejos, la sutura recta a ligeramente convexa, la base oblicua y cuneada; semillas de 6.5 por 2.5 mm, reniformes, pardo rojizas.

## Distribución y hábitat
Se distribuye en México, en los estados de Chiapas y Oaxaca, en las estribaciones meridionales de la Sierra Madre del Sur.
Áreas ecotonales entre bosques de pinos y selvas bajas caducifolias, y en áreas de deslaves en las selvas altas perennifolias, en suelos arenosos blancos, a altitudes entre los 500 y los 900 m s.n.m.

## Estado de conservación
No se encuentra bajo ninguna categoría de riesgo en las normas mexicanas e internacionales (Norma Oficial Mexicana 059).